# Efterklang
Efterklang (Deens voor herinnering en nagalm) is een popgroep die in januari 2001 werd opgericht in Kopenhagen. De groep bestaat uit vijf kernleden (Mads Brauer, Casper Clausen, Thomas Husmer, Rune Mølgaard en Rasmus Stolberg), maar wordt bij liveoptredens aangevuld door Peter Broderick (viool/zang), Niklas Antonson (trombone/zang), Anna Brønsted (piano/zang) en Frederik Teige (gitaar/zang). De band brengt albums uit bij The Leaf Label, maar heeft ook een eigen label, Rumraket.
Op 7 november 2012 traden ze op in Eindhoven.

## Discografie

### Studioalbums
- Tripper (The Leaf Label, 2004)
- Parades (The Leaf Label, 2007)
- Magic Chairs (4AD, 2010)
- Piramida (4AD, 2012)

### Ep's en minialbums
- Springer (ep, in 2003 in eigen beheer, opnieuw uitgebracht op The Leaf Label in 2005)
- One Sided (lp, Burnt Toast Vinyl, 2006)
- Under Giant Trees (The Leaf Label, 2007)